# 盧切內茨區
48°19′48″N 19°39′49″E / 48.33000°N 19.66361°E

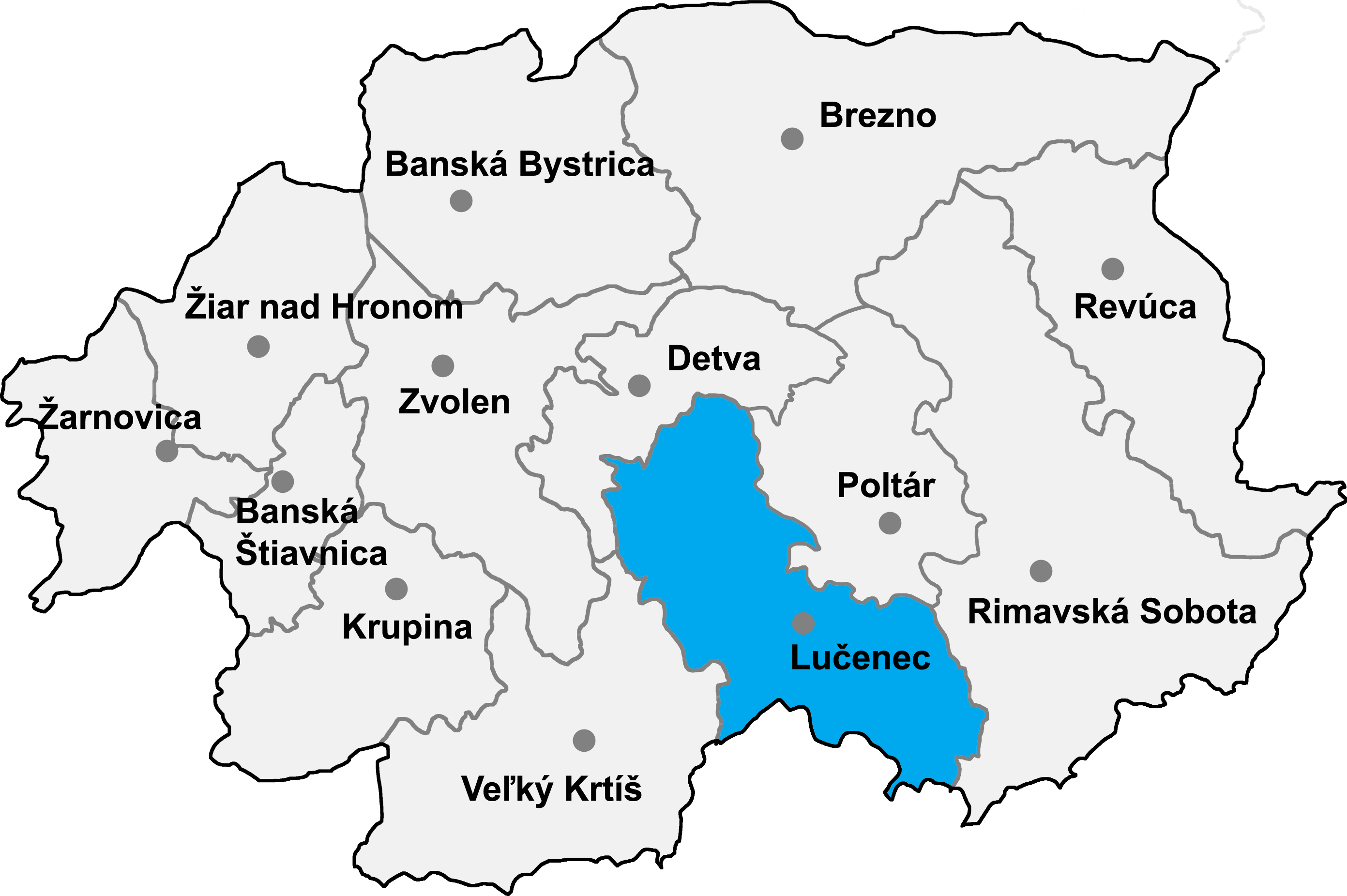

盧切內茨區，是斯洛伐克的一個區，位於該國中部，由班斯卡-比斯特里察州負責管轄，面積797平方公里，2001年該區人口72,837，人口密度每平方公里91人。